# Ceratozamia miqueliana
Ceratozamia miqueliana är en kärlväxtart som beskrevs av Hermann Wendland. Ceratozamia miqueliana ingår i släktet Ceratozamia och familjen Zamiaceae. IUCN kategoriserar arten globalt som akut hotad. Inga underarter finns listade i Catalogue of Life.